# لاتام الإكوادور
لاتام الإكوادور (بالإنجليزية: LATAM Ecuador)‏ هي شركة تابعة لمجموعة خطوط لاتام الجوية، ومقرها في كيتو، الإكوادور. وهي مملوكة لشركة Translloyd (55٪) وشركة خطوط لان الجوية (45٪).

## الأسطول

### الأسطول الحالي

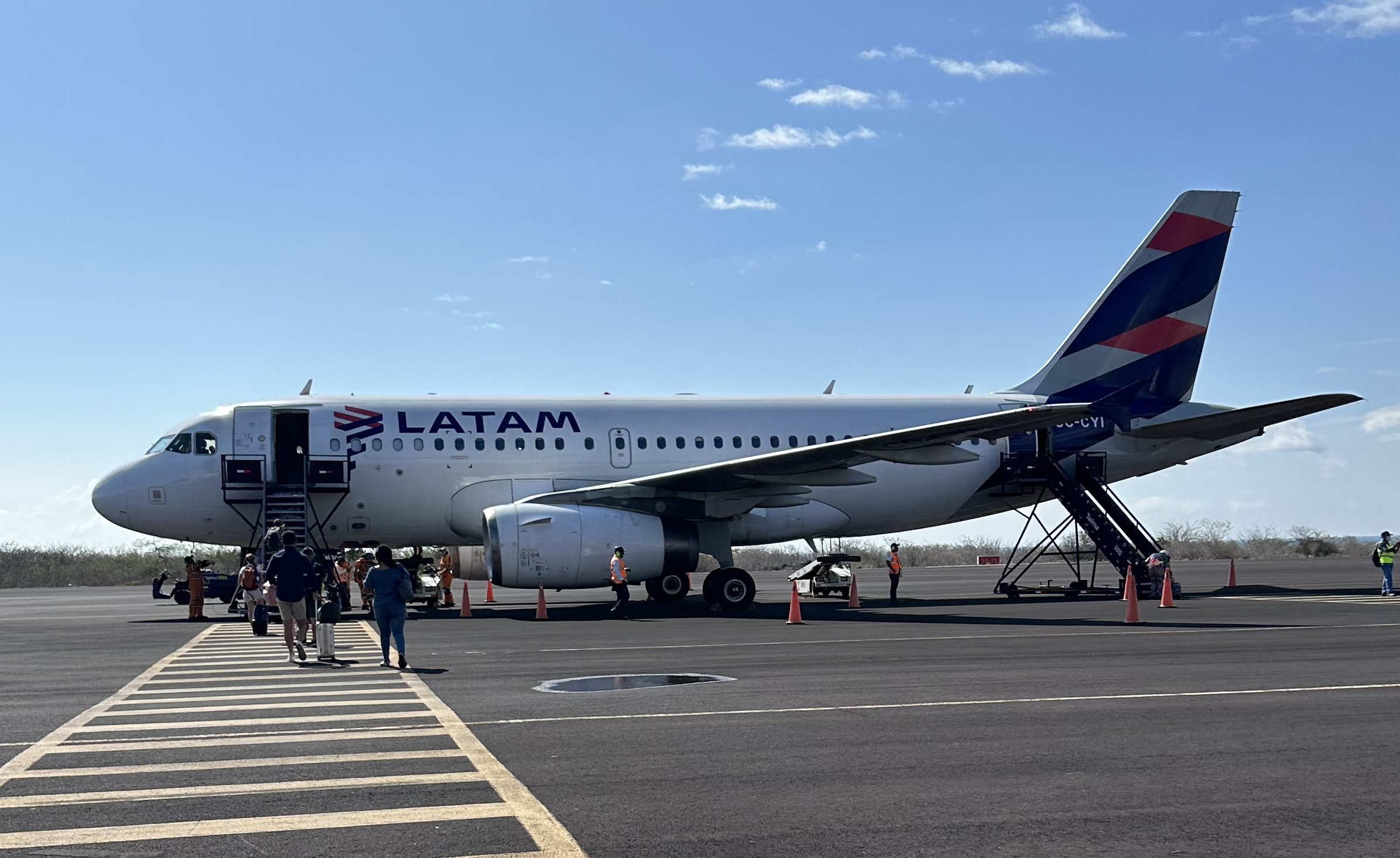
طائرة إيرباص إيه 319

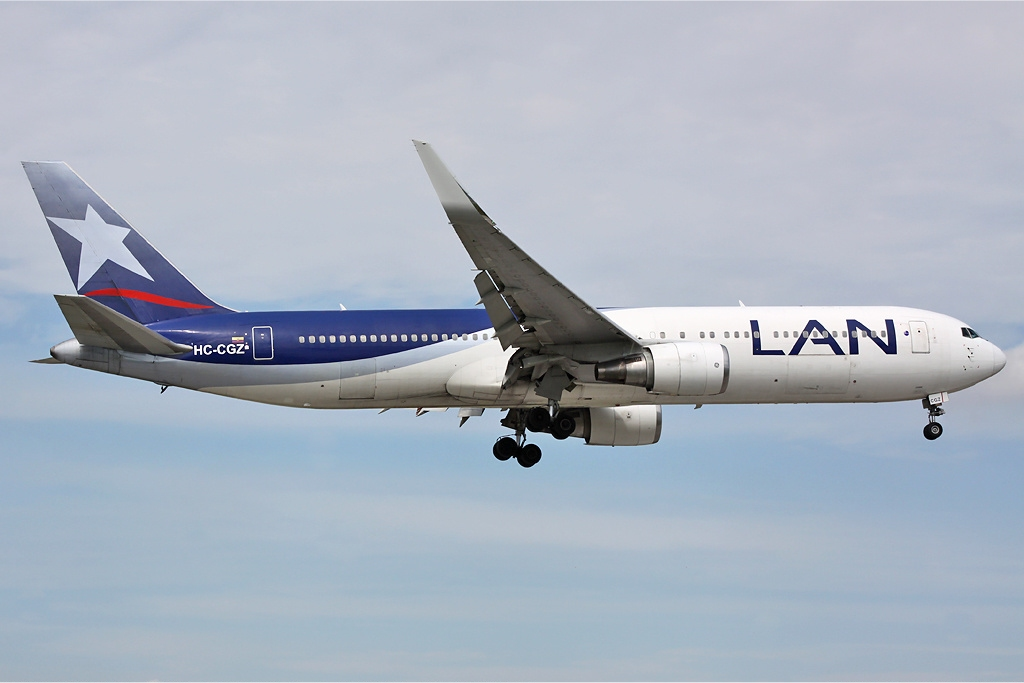
طائرة بوينغ 767 تهبط في مطار ميامي الدولي في 2010

اعتبارًا من يوليو 2022، يتكون أسطول لاتام الإكوادور من الطائرات التالية:
| الطائرة        | في الخدمة | مطلوبة | الركاب       | الركاب   | الركاب  | ملاحظات |
| الطائرة        | في الخدمة | مطلوبة | رجال الأعمال | السياحية | المجموع | ملاحظات |
| -------------- | --------- | ------ | ------------ | -------- | ------- | ------- |
| إيرباص إيه 319 | 4         | —      | —            | 144      | 144     |         |
| المجموع        | 4         | —      |              |          |         |         |

### الأسطول التاريخي
قامت شركة الطيران سابقًا بتشغيل الطائرات التالية:
| الطائرة        | المجموع | أدخلت | سحبت | ملاحظات                  |
| -------------- | ------- | ----- | ---- | ------------------------ |
| إيرباص إيه 318 | 3       | 2009  | 2011 | نقلت إلى خطوط لان الجوية |
| إيرباص إيه 320 | 6       | 2011  | 2014 | نقلت إلى خطوط لان الجوية |
| بوينغ 767      | 6       | 2008  | 2012 | نقلت إلى خطوط لان الجوية |

## وصلات خارجية
- الموقع الرسمي